# Land of the Free?
Land of the Free? è il sesto album del gruppo punk rock, Pennywise, pubblicato il 19 giugno 2001 da Epitaph Records.

## Tracce
Tutte le tracce sono state scritte dai Pennywise tranne dove specificato.
1. Time Marches On – 2:57
2. Land Of The Free? – 2:31
3. The World – 2:27
4. Fuck Authority – 3:16
5. Something Wrong With Me – 2:39
6. Enemy – 2:34
7. My God – 2:48
8. Twist Of Fate – 2:33
9. Who's On Your Side – 2:50 (Pennywise/Brett Gurewitz)
10. It's Up To You – 2:56
11. Set Me Free – 2:31
12. Divine Intervention – 3:30
13. WTO – 2:58
14. Anyone Listening – 3:00

## Formazione
- Jim Lindberg – voce
- Randy Bradbury – basso e voce d'accompagnamento
- Byron McMackin – batteria
- Fletcher Dragge – chitarra e voce d'accompagnamento